# Spoorlijn 96
Spoorlijn 96 is een Belgische spoorlijn die Brussel via Quévy met Frankrijk verbindt.

## Geschiedenis
Deze spoorlijn is in meerdere fases gebouwd. 18 mei 1840 is het traject tussen Brussel-Bogaarden en Tubeke geopend. Op 31 oktober 1841 werd het baanvak Tubeke - Zinnik geopend, gevolgd door het baanvak Zinnik - Bergen op 19 december 1841. Zestien jaar later, op 12 december 1857 was de lijn tot de Franse grens voltooid door de Nord – Belge. Oorspronkelijk vertrok de lijn vanaf het Bogaardenstation, vanaf 1869 vanaf het Zuidstation.
Tussen Hennuyères en 's-Gravenbrakel was er een tunnel van 544 m lang, na de tunnel van Kumtich in lijn 36 de tweede spoorwegtunnel in België. Van de twee tunnelkokers is er één tijdens de bouw ingestort en er werd er dus maar één gebruikt. Deze enkelsporige 'flessenhals' voor de exploitatie werd in 1931 weggewerkt door de aanleg van een omleidingsspoor van 3 km lengte in openlucht. In 1957, naar aanleiding van de elektrificatiewerken, werd dat omleidingsspoor dubbelsporig gemaakt en de tunnel buiten gebruik gesteld.
Ten zuiden van Bergen gebeurde er ook een wijziging in het tracé naar aanleiding van de elektrificatie. Het Nord-Belge-tracé tussen Bergen en Frameries was steil, bochtig en instabiel wegens de koolmijnen in de ondergrond. Het nieuwe tracé volgt grotendeels het traject van de inmiddels opgebroken lijn 98 tot voorbij Cuesmes-État; verder werd een nieuwe lijn aangelegd tot Frameries. Dit nieuwe tracé werd einde april 1963 in gebruik genomen. Tegelijkertijd werd het gedeelte tussen Bergen en de grens administratief gewijzigd van lijn 97 in lijn 96. Het oorspronkelijke gedeelte van lijn 96 richting Quiévrain werd spoorlijn 97.
Nadat er enige jaren geen reizigerstreinen meer reden op het grenstraject Quévy - Hautmont, rijden er sinds december 2018 weer twee IC's Bergen - Aulnoye-Aymeries v.v. per dag, zonder tussenstops.
Vanaf 12 december 2022 wordt deze treinverbinding definitief afgeschaft wegens te weinig reizigers en zal de spoorlijn tussen Quévy en de Franse grens terug gesloten worden voor het reizigersverkeer.
Sinds 13 december 2021 rijden er in het weekend terug L-treinen tussen Mons en Quévy, waardoor alle stations van lijn 96 terug in het weekend bediend worden.

## Infrastructuur
Tussen Quévy en de grens met Frankrijk is het spoor geëlektrificeerd met 25 kV wisselstroom. In station Quévy zijn er sporen waar de stroom omgeschakeld kan worden.

## Spoorwegongeval
Op 15 februari 2010 vond er bij Buizingen een ernstig spoorwegongeval plaats waarbij 19 mensen omkwamen.

## Treindiensten
De NMBS verzorgt het personenvervoer met IC, L-, Piekuur- en ICT-treinen.
| Serie       | Treinsoort            | Route | Bijzonderheden                                                                      |
| ----------- | --------------------- | --- | ----------------------------------------------------------------------------------- |
| IC 06       | Intercity (NMBS)      | Brussels Airport-Zaventem – Brussel-Zuid – Doornik                                                                                           |                                                                                     |
| IC 11       | Intercity (NMBS)      | Binche – La Louvière-Centrum – Brussel-Zuid – Schaarbeek [ – Mechelen – Turnhout ]                                                           | Rijdt in het weekend tussen Binche en Schaarbeek.                                   |
| IC 14       | Intercity (NMBS)      | Quiévrain – Bergen – Brussel-Zuid – Leuven – Luik-Guillemins                                                                                 | Rijdt alleen op werkdagen.                                                          |
| IC 22       | Intercity (NMBS)      | Brussel-Zuid – Mechelen – Antwerpen-Centraal                                                                                                 |                                                                                     |
| IC 26       | Intercity (NMBS)      | Kortrijk – Doornik – Brussel-Zuid – Dendermonde                                                                                              | Rijdt in het weekend Brussel-Zuid - Dendermonde                                     |
| K 81 IC 42  | Intercity (NMBS/SNCF) | Bergen – Aulnoye-Aymeries |                                                                                     |
| L 4050      | L-trein (NMBS)        | 's-Gravenbrakel – Jurbeke | Rijdt niet in het weekend.                                                          |
| L 4450      | L-trein (NMBS)        | La Louvière-Zuid – Bergen | Rijdt in het weekend 1×/2 uur en stopt dan niet in Obourg.                          |
| L 4650      | L-trein (NMBS)        | Quévy – Bergen – [ Doornik – Moeskroen ] / [ Quiévrain ]                                                                                     | Rijdt in het weekend tussen Bergen en Quiévrain.                                    |
| L 4850      | L-trein (NMBS)        | Geraardsbergen – Aat – Bergen – [ Doornik – Moeskroen ] / [ Quévy ]                                                                          | Rijdt op werkdagen Geraardsbergen-Moeskroen. Rijdt in weekends Geraardsbergen-Quèvy |
| ICT 6935    | Toeristentrein (NMBS) | Bergen – Aat | Rijdt van april tot november.                                                       |
| P 7510/8510 | Piekuurtrein (NMBS)   | Moeskroen – Doornik – Brussel-Zuid – Schaarbeek                                                                                              | Rijdt alleen op werkdagen. Twee treinen verder als IC-18 naar Luik-Paleis.          |
| P 7580/8580 | Piekuurtrein (NMBS)   | Aat – Bergen – Doornik | Rijdt alleen op werkdagen. Een trein verder naar Doornik.                           |
| P 7740/8740 | Piekuurtrein (NMBS)   | Binche – La Louvière-Centrum – Brussel-Zuid – Schaarbeek                                                                                     | Rijdt alleen op werkdagen.                                                          |
| P 7770/8770 | Piekuurtrein (NMBS)   | [ Manage – [ Luttre ] / [ Bergen – Quévy ] / [ 's-Gravenbrakel ] ] / [ La Louvière-Zuid – [ Bergen ] / [ Luttre ] / [ Charleroi-Centraal ] ] | Rijdt alleen op werkdagen.                                                          |
| P 7800/8800 | Piekuurtrein (NMBS)   | Quiévrain – Bergen – Brussel-Zuid – Schaarbeek                                                                                               | Rijdt alleen op werkdagen.                                                          |
| P 7880/8880 | Piekuurtrein (NMBS)   | Quévy – Bergen | Rijdt alleen op werkdagen.                                                          |

### Gewestelijk Expresnet
Op het traject rijdt het Gewestelijk Expresnet de volgende routes:
| Serie | Treinsoort             | Route                                   | Bijzonderheden                                                        |
| ----- | ---------------------- | --------------------------------------- | --------------------------------------------------------------------- |
| S 2   | S-trein Brussel (NMBS) | 's-Gravenbrakel – Brussel-Zuid – Leuven | Rijdt 1×/u. op zondag.                                                |
| S 6   | S-trein Brussel (NMBS) | Zottegem – Denderleeuw – Geraardsbergen | Rijdt alleen op werkdagen. Tijdens de spits een rit vanaf Oudenaarde. |

## Aansluitingen
In de volgende plaatsen is of was er een aansluiting op de volgende spoorlijnen:
Brussel-Zuid
Spoorlijn 0 tussen Brussel-Noord en Brussel-Zuid
Spoorlijn 28 tussen Brussel-Zuid en Schaarbeek
Spoorlijn 50A tussen Brussel-Zuid en Oostende
Spoorlijn 50C tussen Brussel-Zuid en Y Sint-Katarina-Lombeek
Spoorlijn 96A tussen Brussel-Zuid en Halle
Spoorlijn 96B tussen Brussel-Zuid en Vorst-Rijtuigen
Spoorlijn 96C tussen Brussel-Zuid en Bundel Gent
Spoorlijn 96D tussen Brussel-Zuid en Vorst-Rijtuigen
Spoorlijn 96N tussen Brussel-Zuid en Halle
Spoorlijn 124 tussen Brussel-Zuid en Charleroi-Centraal
Vorst-Zuid
Spoorlijn 96A tussen Brussel-Zuid en Halle
Lot
Spoorlijn 96E tussen Lot en Halle
Halle
Spoorlijn 26 tussen Schaarbeek en Halle
Spoorlijn 26/6 tussen Y Buizingen en Halle
Spoorlijn 96E tussen Lot en Halle
Spoorlijn 96N tussen Brussel-Zuid en Halle
Lembeek
Spoorlijn 106 tussen Lembeek en Écaussinnes
Tubeke
Spoorlijn 115 tussen Eigenbrakel en Roosbeek
's-Gravenbrakel
Spoorlijn 117 tussen 's-Gravenbrakel en Luttre
Spoorlijn 123 tussen Geraardsbergen en 's-Gravenbrakel
Zinnik
Spoorlijn 114 tussen Zinnik en Houdeng-Goegnies
Jurbeke
Spoorlijn 90 tussen Denderleeuw en Saint-Ghislain
Y Erbisoeul
Spoorlijn 90 tussen Denderleeuw en Saint-Ghislain
Ghlin
Spoorlijn 247 tussen Ghlin en Baudour
Bergen
Spoorlijn 97 tussen Bergen en Quévrain
Spoorlijn 98 tussen Bergen en Quévrain
Spoorlijn 118 tussen La Louvière-Centrum en Bergen
Cuesmes
Spoorlijn 109 tussen Cuesmes en Chimay
Frameries
Spoorlijn 102 tussen Saint-Ghislain en Frameries
Spoorlijn 153 tussen Frameries en Pâturages
Spoorlijn 235 tussen Frameries en Raccordement Craibel
Quévy
RFN 247 000, spoorlijn tussen Hautmont en Feignies

## Verbindingssporen
96/1: Y Écaussinnes (lijn 117) - Y Zinnik (lijn 96)
96/2: Y Jurbise (lijn 96) - Y Lens (lijn 90)

## Lijn 96A & 96E
Lijn 96A was oorspronkelijk het derde en geëlektrificeerde spoor ten westen van lijn 96 tussen Brussel Zuid en Halle. Inmiddels is het van Brussel Zuid tot Ruisbroek tweesporig uitgebouwd. Met de aanleg van lijn 96N is lijn 96A tussen Ruisbroek en Lot opgebroken, lijn 96A mondt nu in Ruisbroek uit in lijn 96.
Het zuidelijke gedeelte tussen Lot en Halle is thans lijn 96E, dit is nog steeds enkelspoor ten westen van lijn 96.

## Lijn 96B, 96C & 96D
Lijn 96B, 96C en 96D zijn verbindingssporen in de bundel van Brussel Zuid.

## Lijn 96N
Lijn 96N is de verbinding tussen Brussel-Zuid en HSL 1. Het baanvak Y Ruisbroek - Halle werd einde 1997 geopend. De verbinding tussen Brussel-Zuid en Y Ruisbroek, met een "fly-over" in Brussel-Zuid, werd later aangelegd en eind 2006 in dienst genomen. Vanaf deze fly-over tot aan Ruisbroek lopen de sporen van lijn 96N midden tussen de twee sporen van lijn 96, daarna lopen de twee sporen van lijn 96N ten oosten van lijn 96. Lijn 96N heeft geëlektrificeerd dubbelspoor, Vmax 160 km/u (wordt 220 km/u).